# 畢雅
畢雅（1949年—2003年3月22日），漢名董森，臺灣屏東縣牡丹鄉排灣族人，家庭醫學醫師，多年來在家鄉服務。

## 生平
畢雅漢名為「董森」，出生於1949年，出生地牡丹鄉。
畢雅原先讀高職農校，以半工半讀完成學業。1958年起，中華民國政府為彌補山地鄉醫療人力不足，招考有高中學歷的原住民青年至高雄醫學院山地醫師專科班，如第一屆知名者就有汪豐富。1969年，畢雅進入高雄醫學院，專攻家庭醫學。他也研究針灸、與自己排灣族人的巫醫。1976年畢業後，他又赴台北榮總學習傳統醫學。之後，他赴屏東縣春日鄉、霧台鄉、高雄縣桃源鄉等地衛生所服務。
1986年，畢雅回到家鄉至牡丹衛生所服務，爭取設置巡迴車、生化儀器等，還常自購醫療器材。1997年，畢雅感於家鄉的族人缺少牙齒治療，藉由高雄醫學院李秀玉、謝天渝、林立民等人幫忙，將族人以專車送至高醫免費看診。2001年12月13日，第一屆全國山地離島及原住民醫療業務研討會，畢雅以牡丹鄉衛生所主任身分接受表揚。他也與妻子共同照顧原住民孩童，最多曾收容二十六位。
屏東縣衛生局長康啟杰表示，畢雅一生投入原住民醫療服務，不但從事一般醫療業務，更在山區設置牙科門診、開辦部落健康營造中心、開辦夜間假日門診、發起台灣原住民醫學學會。2002年1月30日，由公費養成原住民醫師發起的台灣原住民醫學學會正式成立。該年8月，畢雅退休。
2003年3月22日晚，畢雅因肺癌病逝。因他遺願是大體捐贈給高醫，儘管家族認為此舉違反原住民傳統，妻子依然堅持完成亡夫遺願。
2003年7月9日，在高雄縣三民鄉召開的全國原住民部落及離島社區健康營造研討會，行政院衛生署頒三等獎章給畢雅的遺眷。

## 家庭
畢雅娶漢名為「柯麗美」的布農族女子依絲妲娜・舞瑪兒為妻，兩人皆是佛教徒，生獨生女董筱君。